# Leis do críquete
As Leis do críquete é uma série de regras estabelecidas pelo Marylebone Cricket Club em discussões com os países praticantes do críquete ao redor do mundo. São 42 "leis" do críquete de como é praticado o jogo, de como um time vence a partida, como um batedor é eliminado, pontuações e uma série de regras que obedecidas tornam o jogo oficial e regrado. Atualmente quem as leis estão sob o comando do Conselho Internacional de Críquete.
Alguns jogos particulares podem discutir regras particulares para jogos especiais. Outras regras suplementam as leis principais e as mudam para concordar com diferentes circunstâncias. Em particular, há um número de modificações à estrutura de jogo e regras de posicionamento em campo que se aplicam a "innings games" que estejam restritos a um determinado número de "justas entregas".